# Peter Zoller
Peter Zoller, född 16 september 1952 i Innsbruck, är en österrikisk teoretisk fysiker.
Zoller studerade vid Universitetet i Innsbruck där han doktorerade i teoretisk fysik 1977. Han fortsatte att i huvudsak vara verksam som forskare i Innsbruck, där han genomgick habilitation 1981. Han var postdocstipendiat vid University of Southern California i Los Angeles 1978-1979. Åren 1991-1994 var han professor i fysik vid University of Colorado, där han varit gästforskare i två omgångar under 1980-talet. 1994 återkom han till Innsbruck som professor i fysik.
Zoller forskar inom kvantfysik, bland annat kvantoptik och kvantfysikaliska aspekter av informationsbehandling och kommunikation.
Zoller blev korresponderande medlem i Österrikiska vetenskapsakademien 1999, och fullvärdig medlem 2001. Han är också utländsk medlem av bland annat The National Academy of Sciences sedan 2008. Han tilldelades Max Planck-medaljen 2005.